# Nyrup (Tikøb Sogn)
 For alternative betydninger, se Nyrup. (Se også artikler, som begynder med Nyrup)
Nyrup er en landsby i Tikøb Sogn. Landsbyen kendes helt tilbage til 1100-tallet.
Landsbyen bestod i 1682 af 6 gårde, 1 hus med jord og 3 huse uden jord med et samlet dyrket areal på 125,3 tønder land skyldsat til 38,19 tønder hartkorn. Dyrkningsformen var trevangsbrug. Landsbyen blev udskiftet i slutningen af 1700-tallet.
Nyrup havde ved århundredeskiftet (1900) en rytterskole og skovfogedbolig.